# Lamprosema discalis
Lamprosema discalis là một loài bướm đêm trong họ Crambidae.